# Hermann Obrist

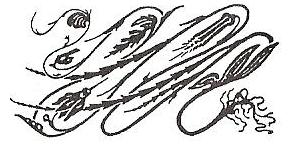
Przerys kwiatu z haftu Cyklamen, 1895

Hermann Obrist (ur. 23 maja 1863 w Kilchbergu, zm. 26 lutego 1927 w Monachium) – szwajcarski projektant i rzeźbiarz, tworzący w stylu secesji. 

## Życiorys
W 1892 założył we Florencji pracownię haftu, którą przeniósł w 1894 do Monachium. Oprócz  wykonywania rzeźb projektował także tkaniny, hafty, wyroby ceramiczne i meble. W swoim hafcie Cyklamen (1895), na niebieskawym tle przedstawił powyginaną, wężowatą żółtą roślinę. Ze względu na jej bardzo dynamiczny charakter haft ten nazywany jest również Uderzenie biczem.